# Pismenovo
Pismenovo je bulharská vesnice, jež se nachází asi 7 km daleko od pobřeží Černého moře, poblíž Primorska v Burgaské oblasti.

## Historie
Dřívější název obce zněl Garvan. Obec byla založena v roce 1913 osadníky z nedalekého Gramatikova, Malého Trnova, Kondolova a Zaberova.

## Obyvatelstvo
V obci žije 216 obyvatel, převážně majitelů rekreačních objektů. Při sčítáni 1. února 2011 se většina obyvatel nepřihlásila z žádné národnosti, ti, kdo tak učinili, jsou Bulhaři.

## Zajímavosti
Mezi hlavní dominanty obce patří její kostel, kaple, a tradiční dílna na výrobu dřevěných sudů a barelů, kterou lze vidět jen na několika málo místech v Bulharsku. Obec je obklopena duby a habry. Duby jsou zde využity pro výrobu slavného medovicového medu, typického pro region Strandža - tento med není z nektaru, ale z medovice pokrývající dubové listy.